# Senate Republican Conference
De Senate Republican Conference is de formele organisatie van alle senatoren die deel uitmaken van de Republikeinse Partij in de senaat van de Verenigde Staten. De partijleider van de Republikeinse caucus in de Senaat is vergelijkbaar met de fractievoorzitter in de Nederlandse en Belgische politiek.

## Partijleiders van de Republikeinse Partij (1893–heden)
| Partijleider van de Republikeinse Partij in de Senaat Chair of the Senate Republican Caucus | Partijleider van de Republikeinse Partij in de Senaat Chair of the Senate Republican Caucus | Partijleider van de Republikeinse Partij in de Senaat Chair of the Senate Republican Caucus | Ambtstermijn     | Ambtstermijn     | Termijn als senator                 | Staat         | Congres(en) |
| ------------------------------------------------------------------------------------------- | ------------------------------------------------------------------------------------------- | ------------------------------------------------------------------------------------------- | ---------------- | ---------------- | ----------------------------------- | ------------- | ----------- |
|                                                                                             | Henry Cabot Lodge sr.                                                                       | Henry Cabot Lodge sr. (1850–1924)                                                           | 4 maart 1919     | 9 november 1924  | 4 maart 1893 – 9 november 1924      | Massachusetts | 66          |
| 67                                                                                          | Henry Cabot Lodge sr.                                                                       | Henry Cabot Lodge sr. (1850–1924)                                                           | 4 maart 1919     | 9 november 1924  | 4 maart 1893 – 9 november 1924      | Massachusetts |             |
| 68                                                                                          | Henry Cabot Lodge sr.                                                                       | Henry Cabot Lodge sr. (1850–1924)                                                           | 4 maart 1919     | 9 november 1924  | 4 maart 1893 – 9 november 1924      | Massachusetts |             |
|                                                                                             | Charles Curtis                                                                              | Charles Curtis (1860–1936)                                                                  | 9 november 1924  | 4 maart 1929     | 4 maart 1915 – 4 maart 1929         | Kansas        |             |
|                                                                                             | Charles Curtis                                                                              | Charles Curtis (1860–1936)                                                                  | 9 november 1924  | 4 maart 1929     | 4 maart 1915 – 4 maart 1929         | Kansas        | 69          |
| 70                                                                                          | Charles Curtis                                                                              | Charles Curtis (1860–1936)                                                                  | 9 november 1924  | 4 maart 1929     | 4 maart 1915 – 4 maart 1929         | Kansas        |             |
|                                                                                             | James Eli Watson                                                                            | James Eli Watson (1864–1948)                                                                | 4 maart 1929     | 4 maart 1933     | 8 november 1916 – 4 maart 1933      | Indiana       | 71          |
| 72                                                                                          | James Eli Watson                                                                            | James Eli Watson (1864–1948)                                                                | 4 maart 1929     | 4 maart 1933     | 8 november 1916 – 4 maart 1933      | Indiana       |             |
|                                                                                             | Charles McNary                                                                              | Charles McNary (1874–1944)                                                                  | 3 januari 1941   | 25 februari 1944 | 18 december 1918 – 25 februari 1944 | Oregon        | 77          |
| 78                                                                                          | Charles McNary                                                                              | Charles McNary (1874–1944)                                                                  | 3 januari 1941   | 25 februari 1944 | 18 december 1918 – 25 februari 1944 | Oregon        |             |
|                                                                                             | Wallace White                                                                               | Wallace White (1877–1952)                                                                   | 25 februari 1944 | 3 januari 1949   | 4 maart 1931 – 3 januari 1949       | Maine         |             |
|                                                                                             | Wallace White                                                                               | Wallace White (1877–1952)                                                                   | 25 februari 1944 | 3 januari 1949   | 4 maart 1931 – 3 januari 1949       | Maine         | 79          |
| 80                                                                                          | Wallace White                                                                               | Wallace White (1877–1952)                                                                   | 25 februari 1944 | 3 januari 1949   | 4 maart 1931 – 3 januari 1949       | Maine         |             |
|                                                                                             | Kenneth Wherry                                                                              | Kenneth Wherry (1892–1951)                                                                  | 3 januari 1949   | 29 november 1951 | 3 januari 1943 – 29 november 1951   | Nebraska      | 81          |
| 82                                                                                          | Kenneth Wherry                                                                              | Kenneth Wherry (1892–1951)                                                                  | 3 januari 1949   | 29 november 1951 | 3 januari 1943 – 29 november 1951   | Nebraska      |             |
|                                                                                             | Styles Bridges                                                                              | Styles Bridges (1898–1961)                                                                  | 29 november 1951 | 3 januari 1953   | 3 januari 1937 – 26 november 1961   | New Hampshire |             |
|                                                                                             | Robert Taft                                                                                 | Robert Taft (1889–1953)                                                                     | 3 januari 1953   | 31 juli 1953     | 3 januari 1939 – 31 juli 1953       | Ohio          | 83          |
|                                                                                             | William Knowland                                                                            | William Knowland (1908–1974)                                                                | 3 augustus 1953  | 3 januari 1959   | 25 augustus 1945 – 3 januari 1959   | Californië    | 83          |
|                                                                                             | William Knowland                                                                            | William Knowland (1908–1974)                                                                | 3 augustus 1953  | 3 januari 1959   | 25 augustus 1945 – 3 januari 1959   | Californië    | 84          |
| 85                                                                                          | William Knowland                                                                            | William Knowland (1908–1974)                                                                | 3 augustus 1953  | 3 januari 1959   | 25 augustus 1945 – 3 januari 1959   | Californië    |             |
|                                                                                             | Everett Dirksen                                                                             | Everett Dirksen (1896–1969)                                                                 | 3 januari 1959   | 7 september 1969 | 3 januari 1951 – 7 september 1969   | Illinois      | 86          |
| 87                                                                                          | Everett Dirksen                                                                             | Everett Dirksen (1896–1969)                                                                 | 3 januari 1959   | 7 september 1969 | 3 januari 1951 – 7 september 1969   | Illinois      |             |
| 88                                                                                          | Everett Dirksen                                                                             | Everett Dirksen (1896–1969)                                                                 | 3 januari 1959   | 7 september 1969 | 3 januari 1951 – 7 september 1969   | Illinois      |             |
| 89                                                                                          | Everett Dirksen                                                                             | Everett Dirksen (1896–1969)                                                                 | 3 januari 1959   | 7 september 1969 | 3 januari 1951 – 7 september 1969   | Illinois      |             |
| 90                                                                                          | Everett Dirksen                                                                             | Everett Dirksen (1896–1969)                                                                 | 3 januari 1959   | 7 september 1969 | 3 januari 1951 – 7 september 1969   | Illinois      |             |
| 91                                                                                          | Everett Dirksen                                                                             | Everett Dirksen (1896–1969)                                                                 | 3 januari 1959   | 7 september 1969 | 3 januari 1951 – 7 september 1969   | Illinois      |             |
|                                                                                             | Hugh Scott                                                                                  | Hugh Scott (1900–1994)                                                                      | 7 september 1969 | 3 januari 1977   | 3 januari 1959 – 3 januari 1977     | Pennsylvania  |             |
|                                                                                             | Hugh Scott                                                                                  | Hugh Scott (1900–1994)                                                                      | 7 september 1969 | 3 januari 1977   | 3 januari 1959 – 3 januari 1977     | Pennsylvania  | 92          |
| 93                                                                                          | Hugh Scott                                                                                  | Hugh Scott (1900–1994)                                                                      | 7 september 1969 | 3 januari 1977   | 3 januari 1959 – 3 januari 1977     | Pennsylvania  |             |
| 94                                                                                          | Hugh Scott                                                                                  | Hugh Scott (1900–1994)                                                                      | 7 september 1969 | 3 januari 1977   | 3 januari 1959 – 3 januari 1977     | Pennsylvania  |             |
|                                                                                             | Howard Baker                                                                                | Howard Baker (1925–2014)                                                                    | 3 januari 1977   | 1 november 1979  | 3 januari 1967 – 3 januari 1985     | Tennessee     | 95          |
| 96                                                                                          | Howard Baker                                                                                | Howard Baker (1925–2014)                                                                    | 3 januari 1977   | 1 november 1979  | 3 januari 1967 – 3 januari 1985     | Tennessee     |             |
|                                                                                             | Ted Stevens                                                                                 | Ted Stevens (1923–2010)                                                                     | 1 november 1979  | 5 maart 1980     | 24 december 1968 – 3 januari 2009   | Alaska        |             |
|                                                                                             | Howard Baker                                                                                | Howard Baker (1925–2014)                                                                    | 5 maart 1980     | 3 januari 1985   | 3 januari 1967 – 3 januari 1985     | Tennessee     |             |
|                                                                                             | Howard Baker                                                                                | Howard Baker (1925–2014)                                                                    | 5 maart 1980     | 3 januari 1985   | 3 januari 1967 – 3 januari 1985     | Tennessee     | 97          |
| 98                                                                                          | Howard Baker                                                                                | Howard Baker (1925–2014)                                                                    | 5 maart 1980     | 3 januari 1985   | 3 januari 1967 – 3 januari 1985     | Tennessee     |             |
|                                                                                             | Bob Dole                                                                                    | Bob Dole (1923–2021)                                                                        | 3 januari 1985   | 12 juni 1996     | 3 januari 1969 – 12 juni 1996       | Kansas        | 99          |
| 100                                                                                         | Bob Dole                                                                                    | Bob Dole (1923–2021)                                                                        | 3 januari 1985   | 12 juni 1996     | 3 januari 1969 – 12 juni 1996       | Kansas        |             |
| 101                                                                                         | Bob Dole                                                                                    | Bob Dole (1923–2021)                                                                        | 3 januari 1985   | 12 juni 1996     | 3 januari 1969 – 12 juni 1996       | Kansas        |             |
| 102                                                                                         | Bob Dole                                                                                    | Bob Dole (1923–2021)                                                                        | 3 januari 1985   | 12 juni 1996     | 3 januari 1969 – 12 juni 1996       | Kansas        |             |
| 103                                                                                         | Bob Dole                                                                                    | Bob Dole (1923–2021)                                                                        | 3 januari 1985   | 12 juni 1996     | 3 januari 1969 – 12 juni 1996       | Kansas        |             |
| 104                                                                                         | Bob Dole                                                                                    | Bob Dole (1923–2021)                                                                        | 3 januari 1985   | 12 juni 1996     | 3 januari 1969 – 12 juni 1996       | Kansas        |             |
|                                                                                             | Trent Lott                                                                                  | Trent Lott (1941)                                                                           | 12 juni 1996     | 3 januari 2003   | 3 januari 1989 – 18 december 2007   | Mississippi   |             |
|                                                                                             | Trent Lott                                                                                  | Trent Lott (1941)                                                                           | 12 juni 1996     | 3 januari 2003   | 3 januari 1989 – 18 december 2007   | Mississippi   | 105         |
| 106                                                                                         | Trent Lott                                                                                  | Trent Lott (1941)                                                                           | 12 juni 1996     | 3 januari 2003   | 3 januari 1989 – 18 december 2007   | Mississippi   |             |
| 107                                                                                         | Trent Lott                                                                                  | Trent Lott (1941)                                                                           | 12 juni 1996     | 3 januari 2003   | 3 januari 1989 – 18 december 2007   | Mississippi   |             |
|                                                                                             | Bill Frist                                                                                  | Bill Frist (1952)                                                                           | 3 januari 2003   | 3 januari 2007   | 3 januari 1995 – 3 januari 2007     | Tennessee     | 108         |
| 109                                                                                         | Bill Frist                                                                                  | Bill Frist (1952)                                                                           | 3 januari 2003   | 3 januari 2007   | 3 januari 1995 – 3 januari 2007     | Tennessee     |             |
|                                                                                             | Mitch McConnell                                                                             | Mitch McConnell (1942)                                                                      | 3 januari 2007   | 3 januari 2025   | 3 januari 1985 – heden              | Kentucky      | 110         |
| 111                                                                                         | Mitch McConnell                                                                             | Mitch McConnell (1942)                                                                      | 3 januari 2007   | 3 januari 2025   | 3 januari 1985 – heden              | Kentucky      |             |
| 112                                                                                         | Mitch McConnell                                                                             | Mitch McConnell (1942)                                                                      | 3 januari 2007   | 3 januari 2025   | 3 januari 1985 – heden              | Kentucky      |             |
| 113                                                                                         | Mitch McConnell                                                                             | Mitch McConnell (1942)                                                                      | 3 januari 2007   | 3 januari 2025   | 3 januari 1985 – heden              | Kentucky      |             |
| 114                                                                                         | Mitch McConnell                                                                             | Mitch McConnell (1942)                                                                      | 3 januari 2007   | 3 januari 2025   | 3 januari 1985 – heden              | Kentucky      |             |
| 115                                                                                         | Mitch McConnell                                                                             | Mitch McConnell (1942)                                                                      | 3 januari 2007   | 3 januari 2025   | 3 januari 1985 – heden              | Kentucky      |             |
| 116                                                                                         | Mitch McConnell                                                                             | Mitch McConnell (1942)                                                                      | 3 januari 2007   | 3 januari 2025   | 3 januari 1985 – heden              | Kentucky      |             |
| 117                                                                                         | Mitch McConnell                                                                             | Mitch McConnell (1942)                                                                      | 3 januari 2007   | 3 januari 2025   | 3 januari 1985 – heden              | Kentucky      |             |
| 118                                                                                         | Mitch McConnell                                                                             | Mitch McConnell (1942)                                                                      | 3 januari 2007   | 3 januari 2025   | 3 januari 1985 – heden              | Kentucky      |             |
|                                                                                             | John Thune                                                                                  | John Thune (1961)                                                                           | 3 januari 2025   | heden            | 3 januari 2005 – heden              | South Dakota  | 119         |

## Whips van de Republikeinse Partij (1915–heden)
| Whip van de Republikeinse Partij in de Senaat | Whip van de Republikeinse Partij in de Senaat | Whip van de Republikeinse Partij in de Senaat | Ambtstermijn      | Ambtstermijn     | Termijn als senator               | Staat         | Congres(en) |
| --------------------------------------------- | --------------------------------------------- | --------------------------------------------- | ----------------- | ---------------- | --------------------------------- | ------------- | ----------- |
|                                               | James Wadsworth II                            | James Wadsworth II (1877–1952)                | 5 december 1915   | 13 december 1915 | 4 maart 1915 – 4 maart 1927       | New York      | 64          |
|                                               | Charles Curtis                                | Charles Curtis (1860–1936)                    | 13 december 1915  | 9 november 1924  | 4 maart 1915 – 4 maart 1929       | Kansas        | 64          |
|                                               | Charles Curtis                                | Charles Curtis (1860–1936)                    | 13 december 1915  | 9 november 1924  | 4 maart 1915 – 4 maart 1929       | Kansas        | 65          |
| 66                                            | Charles Curtis                                | Charles Curtis (1860–1936)                    | 13 december 1915  | 9 november 1924  | 4 maart 1915 – 4 maart 1929       | Kansas        |             |
| 67                                            | Charles Curtis                                | Charles Curtis (1860–1936)                    | 13 december 1915  | 9 november 1924  | 4 maart 1915 – 4 maart 1929       | Kansas        |             |
| 68                                            | Charles Curtis                                | Charles Curtis (1860–1936)                    | 13 december 1915  | 9 november 1924  | 4 maart 1915 – 4 maart 1929       | Kansas        |             |
|                                               | Wesley Jones                                  | Wesley Jones (1863–1932)                      | 9 november 1924   | 4 maart 1929     | 4 maart 1909 – 19 november 1932   | Washington    |             |
|                                               | Wesley Jones                                  | Wesley Jones (1863–1932)                      | 9 november 1924   | 4 maart 1929     | 4 maart 1909 – 19 november 1932   | Washington    | 69          |
| 71                                            | Wesley Jones                                  | Wesley Jones (1863–1932)                      | 9 november 1924   | 4 maart 1929     | 4 maart 1909 – 19 november 1932   | Washington    |             |
|                                               | Simeon Fess                                   | Simeon Fess (1861–1936)                       | 4 maart 1929      | 4 maart 1933     | 4 maart 1923 – 3 januari 1935     | Ohio          | 71          |
| 72                                            | Simeon Fess                                   | Simeon Fess (1861–1936)                       | 4 maart 1929      | 4 maart 1933     | 4 maart 1923 – 3 januari 1935     | Ohio          |             |
|                                               | Felix Hebert                                  | Felix Hebert (1874–1969)                      | 4 maart 1933      | 3 januari 1935   | 4 maart 1929 – 3 januari 1935     | Rhode Island  | 73          |
| Vacant                                        | Vacant                                        | Vacant                                        | Vacant            | Vacant           | Vacant                            | Vacant        | 74          |
| Vacant                                        | Vacant                                        | Vacant                                        | Vacant            | Vacant           | Vacant                            | Vacant        | 75          |
| Vacant                                        | Vacant                                        | Vacant                                        | Vacant            | Vacant           | Vacant                            | Vacant        | 76          |
| Vacant                                        | Vacant                                        | Vacant                                        | Vacant            | Vacant           | Vacant                            | Vacant        | 77          |
|                                               | Kenneth Wherry                                | Kenneth Wherry (1892–1951)                    | 3 januari 1943    | 3 januari 1949   | 3 januari 1943 – 29 november 1951 | Nebraska      | 78          |
| 79                                            | Kenneth Wherry                                | Kenneth Wherry (1892–1951)                    | 3 januari 1943    | 3 januari 1949   | 3 januari 1943 – 29 november 1951 | Nebraska      |             |
| 80                                            | Kenneth Wherry                                | Kenneth Wherry (1892–1951)                    | 3 januari 1943    | 3 januari 1949   | 3 januari 1943 – 29 november 1951 | Nebraska      |             |
|                                               | Leverett Saltonstall                          | Leverett Saltonstall (1892–1979)              | 3 januari 1949    | 3 januari 1957   | 4 januari 1945 – 3 januari 1967   | Massachusetts | 81          |
| 82                                            | Leverett Saltonstall                          | Leverett Saltonstall (1892–1979)              | 3 januari 1949    | 3 januari 1957   | 4 januari 1945 – 3 januari 1967   | Massachusetts |             |
| 83                                            | Leverett Saltonstall                          | Leverett Saltonstall (1892–1979)              | 3 januari 1949    | 3 januari 1957   | 4 januari 1945 – 3 januari 1967   | Massachusetts |             |
| 84                                            | Leverett Saltonstall                          | Leverett Saltonstall (1892–1979)              | 3 januari 1949    | 3 januari 1957   | 4 januari 1945 – 3 januari 1967   | Massachusetts |             |
|                                               | Everett Dirksen                               | Everett Dirksen (1896–1969)                   | 3 januari 1957    | 3 januari 1959   | 3 januari 1951 – 7 september 1969 | Illinois      | 85          |
|                                               | Thomas Kuchel                                 | Thomas Kuchel (1910–1994)                     | 3 januari 1959    | 3 januari 1969   | 1 januari 1953 – 3 januari 1969   | Californië    | 86          |
| 87                                            | Thomas Kuchel                                 | Thomas Kuchel (1910–1994)                     | 3 januari 1959    | 3 januari 1969   | 1 januari 1953 – 3 januari 1969   | Californië    |             |
| 88                                            | Thomas Kuchel                                 | Thomas Kuchel (1910–1994)                     | 3 januari 1959    | 3 januari 1969   | 1 januari 1953 – 3 januari 1969   | Californië    |             |
| 89                                            | Thomas Kuchel                                 | Thomas Kuchel (1910–1994)                     | 3 januari 1959    | 3 januari 1969   | 1 januari 1953 – 3 januari 1969   | Californië    |             |
| 90                                            | Thomas Kuchel                                 | Thomas Kuchel (1910–1994)                     | 3 januari 1959    | 3 januari 1969   | 1 januari 1953 – 3 januari 1969   | Californië    |             |
|                                               | Hugh Scott                                    | Hugh Scott (1900–1994)                        | 3 januari 1969    | 6 september 1969 | 3 januari 1959 – 3 januari 1977   | Pennsylvania  | 91          |
|                                               | Robert Griffin                                | Robert Griffin (1923–2015)                    | 24 september 1969 | 3 januari 1977   | 10 mei 1966 – 3 januari 1979      | Michigan      | 91          |
|                                               | Robert Griffin                                | Robert Griffin (1923–2015)                    | 24 september 1969 | 3 januari 1977   | 10 mei 1966 – 3 januari 1979      | Michigan      | 92          |
| 93                                            | Robert Griffin                                | Robert Griffin (1923–2015)                    | 24 september 1969 | 3 januari 1977   | 10 mei 1966 – 3 januari 1979      | Michigan      |             |
| 94                                            | Robert Griffin                                | Robert Griffin (1923–2015)                    | 24 september 1969 | 3 januari 1977   | 10 mei 1966 – 3 januari 1979      | Michigan      |             |
|                                               | Ted Stevens                                   | Ted Stevens (1923–2010)                       | 3 januari 1977    | 3 januari 1985   | 24 december 1968 – 3 januari 2009 | Alaska        | 95          |
| 96                                            | Ted Stevens                                   | Ted Stevens (1923–2010)                       | 3 januari 1977    | 3 januari 1985   | 24 december 1968 – 3 januari 2009 | Alaska        |             |
| 97                                            | Ted Stevens                                   | Ted Stevens (1923–2010)                       | 3 januari 1977    | 3 januari 1985   | 24 december 1968 – 3 januari 2009 | Alaska        |             |
| 98                                            | Ted Stevens                                   | Ted Stevens (1923–2010)                       | 3 januari 1977    | 3 januari 1985   | 24 december 1968 – 3 januari 2009 | Alaska        |             |
|                                               | Alan Simpson                                  | Alan Simpson (1931–2025)                      | 3 januari 1985    | 3 januari 1995   | 1 januari 1979 – 3 januari 1997   | Wyoming       | 99          |
| 100                                           | Alan Simpson                                  | Alan Simpson (1931–2025)                      | 3 januari 1985    | 3 januari 1995   | 1 januari 1979 – 3 januari 1997   | Wyoming       |             |
| 101                                           | Alan Simpson                                  | Alan Simpson (1931–2025)                      | 3 januari 1985    | 3 januari 1995   | 1 januari 1979 – 3 januari 1997   | Wyoming       |             |
| 102                                           | Alan Simpson                                  | Alan Simpson (1931–2025)                      | 3 januari 1985    | 3 januari 1995   | 1 januari 1979 – 3 januari 1997   | Wyoming       |             |
| 103                                           | Alan Simpson                                  | Alan Simpson (1931–2025)                      | 3 januari 1985    | 3 januari 1995   | 1 januari 1979 – 3 januari 1997   | Wyoming       |             |
|                                               | Trent Lott                                    | Trent Lott (1941)                             | 3 januari 1995    | 12 juni 1996     | 3 januari 1989 – 18 december 2007 | Mississippi   | 104         |
|                                               | Don Nickles                                   | Don Nickles (1948)                            | 12 juni 1996      | 3 januari 2003   | 3 januari 1981 – 3 januari 2005   | Oklahoma      | 104         |
|                                               | Don Nickles                                   | Don Nickles (1948)                            | 12 juni 1996      | 3 januari 2003   | 3 januari 1981 – 3 januari 2005   | Oklahoma      | 105         |
| 106                                           | Don Nickles                                   | Don Nickles (1948)                            | 12 juni 1996      | 3 januari 2003   | 3 januari 1981 – 3 januari 2005   | Oklahoma      |             |
| 107                                           | Don Nickles                                   | Don Nickles (1948)                            | 12 juni 1996      | 3 januari 2003   | 3 januari 1981 – 3 januari 2005   | Oklahoma      |             |
|                                               | Mitch McConnell                               | Mitch McConnell (1942)                        | 3 januari 2003    | 3 januari 2007   | 3 januari 1985 – heden            | Kentucky      | 108         |
| 109                                           | Mitch McConnell                               | Mitch McConnell (1942)                        | 3 januari 2003    | 3 januari 2007   | 3 januari 1985 – heden            | Kentucky      |             |
|                                               | Trent Lott                                    | Trent Lott (1941)                             | 3 januari 2007    | 18 december 2007 | 3 januari 1989 – 18 december 2007 | Mississippi   | 110         |
|                                               | Jon Kyl                                       | Jon Kyl (1942)                                | 18 december 2007  | 3 januari 2013   | 3 januari 1995 – 3 januari 2013   | Arizona       | 110         |
|                                               | Jon Kyl                                       | Jon Kyl (1942)                                | 18 december 2007  | 3 januari 2013   | 3 januari 1995 – 3 januari 2013   | Arizona       | 111         |
| 112                                           | Jon Kyl                                       | Jon Kyl (1942)                                | 18 december 2007  | 3 januari 2013   | 3 januari 1995 – 3 januari 2013   | Arizona       |             |
|                                               | John Cornyn                                   | John Cornyn (1952)                            | 3 januari 2013    | 3 januari 2019   | 1 december 2002 – huidige         | Texas         | 113         |
| 114                                           | John Cornyn                                   | John Cornyn (1952)                            | 3 januari 2013    | 3 januari 2019   | 1 december 2002 – huidige         | Texas         |             |
| 115                                           | John Cornyn                                   | John Cornyn (1952)                            | 3 januari 2013    | 3 januari 2019   | 1 december 2002 – huidige         | Texas         |             |
|                                               | John Thune                                    | John Thune (1961)                             | 3 januari 2019    | 3 januari 2025   | 3 januari 2005 – heden            | South Dakota  | 116         |
| 117                                           | John Thune                                    | John Thune (1961)                             | 3 januari 2019    | 3 januari 2025   | 3 januari 2005 – heden            | South Dakota  |             |
| 118                                           | John Thune                                    | John Thune (1961)                             | 3 januari 2019    | 3 januari 2025   | 3 januari 2005 – heden            | South Dakota  |             |
|                                               | John Barrasso                                 | John Barrasso (1952)                          | 3 januari 2025    | heden            | 25 juni 2007 – heden              | Wyoming       | 119         |

Alabama: Tuberville (R) · Britt (R)
Alaska: Murkowski (R) · Sullivan (R)
Arizona: Kelly (D) · Gallego (D)
Arkansas: Boozman (R) · Cotton (R)
Californië: Padilla (D) · Schiff (D)
Colorado: Bennet (D) · Hickenlooper (D)
Connecticut: Blumenthal (D) · Murphy (D)
Delaware: Coons (D) · Blunt Rochester (D)
Florida: R. Scott (R) · Moody (R)
Georgia: Ossoff (D) · Warnock (D)
Hawaï: Schatz (D) · Hirono (D)
Idaho: Crapo (R) · Risch (R)
Illinois: Durbin (D) · Duckworth (D)
Indiana: Young (R) · Banks (R)
Iowa: Grassley (R) · Ernst (R)
Kansas: Moran (R) · Marshall (R)
Kentucky: McConnell (R) · Paul (R)
Louisiana: Cassidy (R) · Kennedy (R)
Maine: Collins (R) · King (O)
Maryland: Van Hollen (D) · Alsobrooks (D)
Massachusetts: Warren (D) · Markey (D)
Michigan: Peters (D) · Slotkin (D)
Minnesota: Klobuchar (D) · Smith (D)
Mississippi: Wicker (R) · Hyde-Smith (R)
Missouri: Hawley (R) · Schmitt (R)
Montana: Daines (R) · Sheehy (R)
Nebraska: Fischer (R) · Ricketts (R)
Nevada: Cortez Masto (D) · Rosen (D)
New Hampshire: Shaheen (D) · Hassan (D)
New Jersey: Booker (D) · Kim (D)
New Mexico: Heinrich (D) · Luján (D)
New York: Schumer (D) · Gillibrand (D)
North Carolina: Tillis (R) · Budd (R)
North Dakota: Hoeven (R) · Cramer (R)
Ohio: Moreno (R) · Husted (R)
Oklahoma: Lankford (R) · Mullin (R)
Oregon: Wyden (D) · Merkley (D)
Pennsylvania: Fetterman (D) · McCormick (R)
Rhode Island: Reed (D) · Whitehouse (D)
South Carolina: Graham (R) · T. Scott (R)
South Dakota: Thune (R) · Rounds (R)
Tennessee: Blackburn (R) · Hagerty (R)
Texas: Cornyn (R) · Cruz (R)
Utah: Lee (R) · Curtis (R)
Vermont: Sanders (O) · Welch (D)
Virginia: Warner (D) · Kaine (D)
Washington: Murray (D) · Cantwell (D)
West Virginia: Moore Capito (R) · Justice (R)
Wisconsin: Johnson (R) · Baldwin (D)
Wyoming: Barrasso (R) · Lummis (R)
(D): Democraat · (R): Republikein · (O): Onafhankelijk